# Strom Thurmond
James Strom Thurmond, född 5 december 1902 i Edgefield, South Carolina, död 26 juni 2003 på samma plats, var en amerikansk politiker.
Thurmond var South Carolinas guvernör från 1947 till 1951 och representerade delstaten i USA:s senat utan avbrott från 1954 fram till 2003, åren 1954 till 1964 som demokrat och återstoden som republikan. När han lämnade senaten vid hundra års ålder var Thurmond både den äldste att väljas till senator (94 år), äldste senatorn någonsin och den som suttit längst i senaten i sammanlagt. Den 22 juni 2006 slogs det sistnämnda rekordet av Robert Byrd, som satt i senaten till sin död den 28 juni 2010.

## Bakgrund
Strom Thurmond föddes som det äldsta av sex barn till John William Thurmond (1862–1934) and Eleanor Gertrude (1870–1958). Fadern var jurist, countyts chefsstjänsteman och ledamot av South Carolinas generalförsamling.
1923 tog han examen från Clemson Agricultural College of South Carolina med hortikultur som huvudämne. Efter egna studier i juridik under sin far handledning klarade han 1930 delstatens bar exam utan juristexamen. 1933 valdes han till South Carolinas delstatssenat och tjänstgjorde där fram 1938 då han blev fredsdomare i South Carolina.
Thurmond tjänstgjorde från 1924 som reservofficer i USA:s armé och deltog under andra världskriget i Operation Overlord där han erhöll Bronze Star för tapperhet i strid. Han gick i pension i arméreserven 1964 med generalmajors grad.
I 1948 års presidentval ställde Thurmond upp som oberoende kandidat, men förlorade mot Harry Truman. Han var dock den oberoende kandidat som fått flest röster i ett amerikanskt presidentval. Även om han var formellt oberoende, så var han associerad med de så kallade dixiekraterna, som var demokrater som vill bevara rasåtskillnaden mellan svarta och vita i sydstaterna; Thurmond kom dock att stödja integrationssträvandena när han insett att kampen för fortsatt rassegregering var lönlös. 
År 1957 höll Thurmond ett tal i senaten som varade i 24 timmar och 18 minuter, en så kallad filibuster. 
Från 1981 till 1987 och från 1995 till 2001 fungerade han som senatens president pro tempore, det vill säga den senator som träder in i rollen som talman i senaten när USA:s vicepresident, vilken formellt har den uppgiften, inte är närvarande. Han stod även därmed som nummer tre i successionen till presidentposten (efter vicepresidenten och representanthusets talman).
Strom Thurmond hade en utomäktenskaplig dotter ihop med en afroamerikansk tjänsteflicka, vilket avslöjades först efter hans död.
Thurmonds grav finns på Willow Brook Cemetery i Edgefield.